# Фишер, Ян Томаш
Ян Томаш Фишер (чеш. Jan Tomáš Fischer; 21 ноября 1912 или 25 ноября 1912, Зноймо[…] — 7 марта 1957[…], Зноймо[…]) — чешский скульптор и медальер.

## Биография
Родился 21 ноября 1912 или 25 ноября 1912 года в моравском городе Зноймо. В детстве вдохновился работами Гуго Ледерера из собрания Южноморавского музея в Зноймо и самоучкой создавал небольшие скульптуры. С 1938 по 1939 годы обучался в Пражской академии изобразительных искусств у Отакара Шпаниеля. После закрытия чешских высших учебных заведений в период германской оккупации Чехословакии некоторое время работал в собственном ателье в пражском районе Дейвице. С 1945 по 1946 годы закончил обучение в Пражской академии изобразительных искусств. После обучения вернулся в Зноймо, где открыл фотоателье и студию керамики.
Умер 7 марта 1957[…] (44 года) года в моравском городе Зноймо. В том же году в Пражском национальном музее была проведена выставка его работ под названием „In memoriam“. В следующем, 1958 году, выставки были проведены в Моравской галерее в Брно и в региональной галерее Высочины в Йиглаве. С ноября 1992 года в филиале прикладного искусства Южноморавского музея в Зноймо открылась постоянная экспозиция, посвящённая медальерному творчеству Яна Фишера.

## Галерея некоторых работ

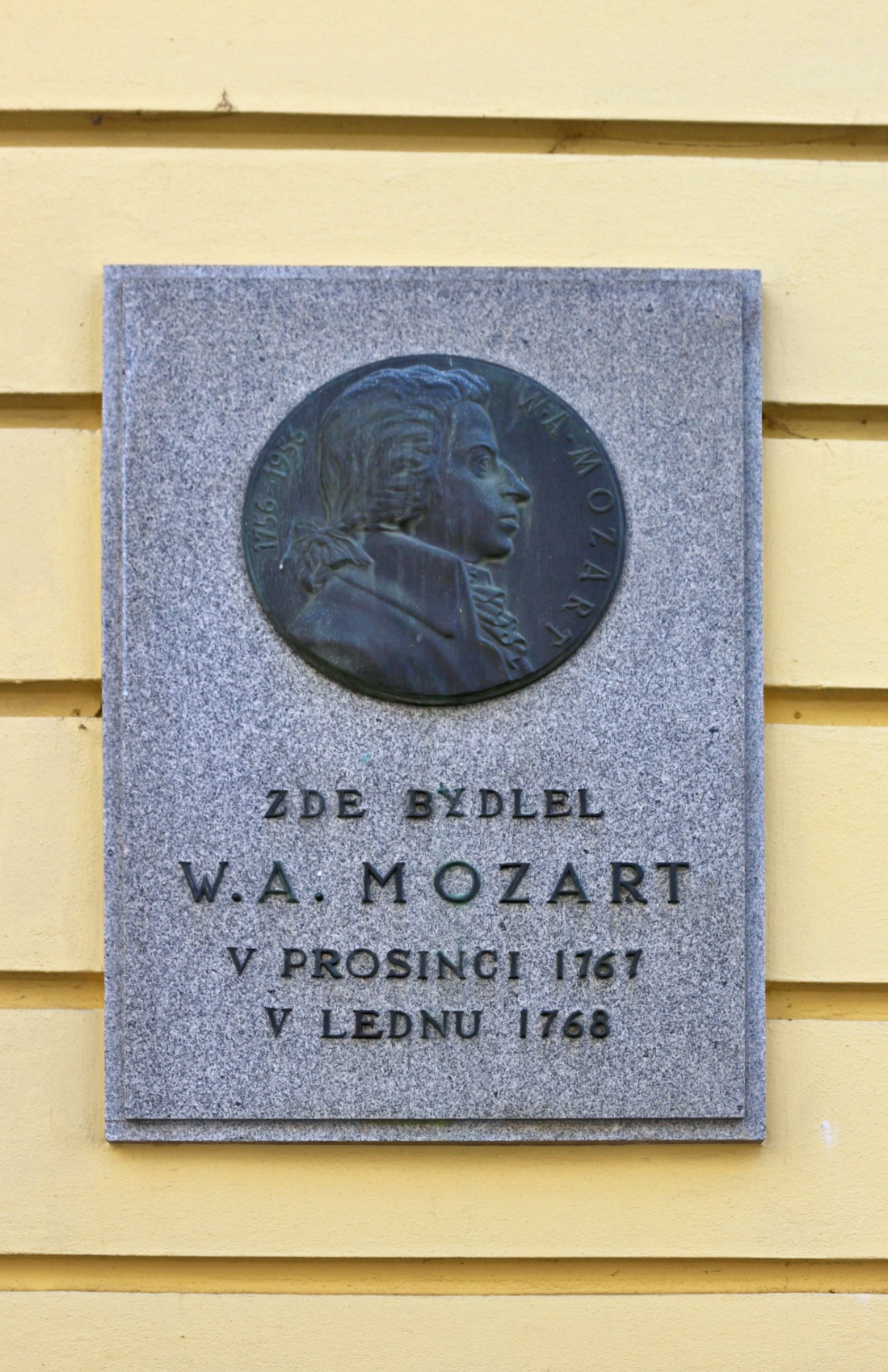
Памятная доска в честь Вольфганга Амадея Моцарта на дворце Шраттенбаха в Брно
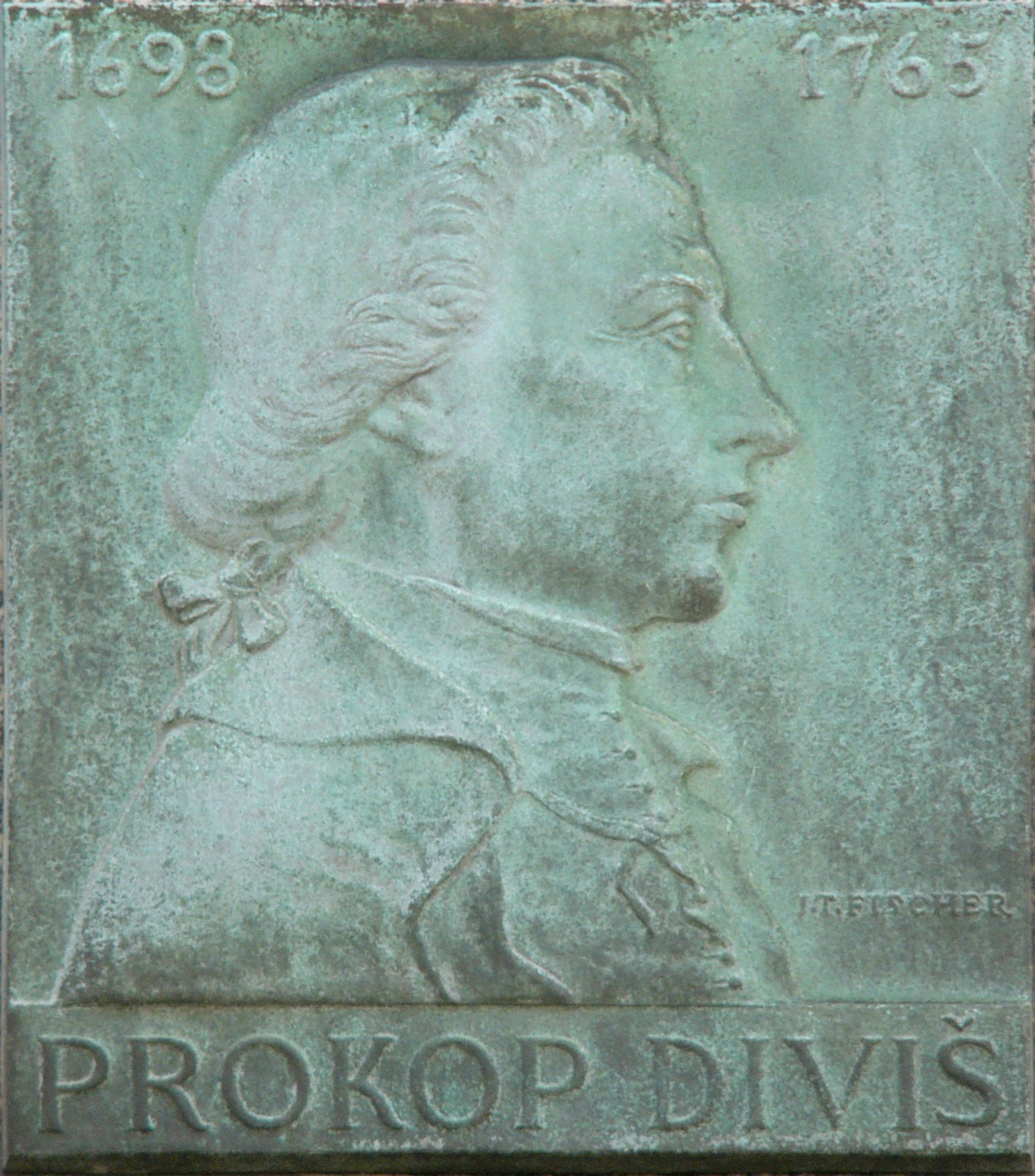
Памятная доска в честь Прокопа Дивиша в Зноймо
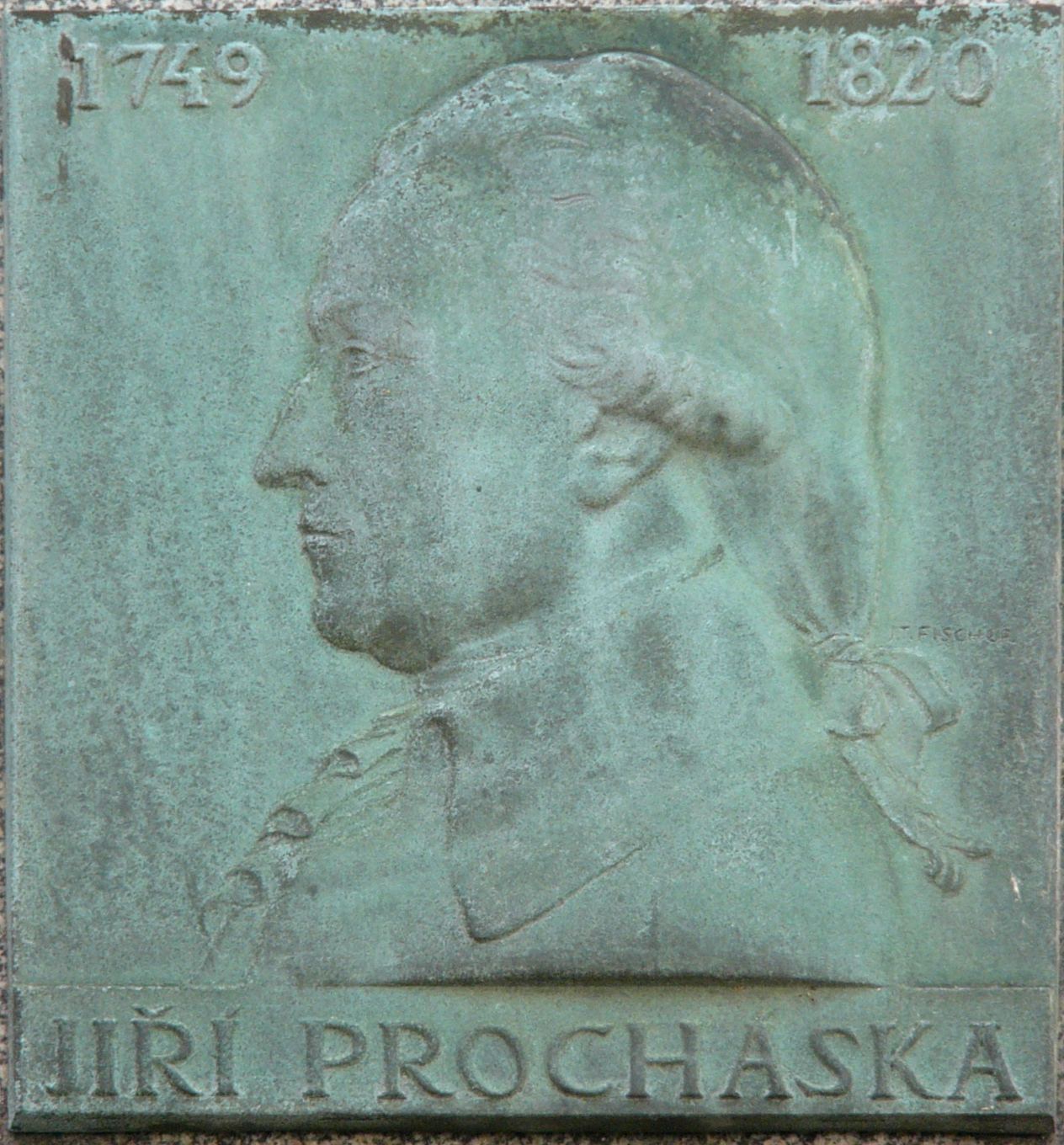
Памятная доска в честь Иржи Прохаски в Зноймо